# David Costa
David Pereira da Costa (Lisbona, 5 gennaio 2001) è un calciatore portoghese, centrocampista dei Portland Timbers.

## Biografia
Nato a Lisbona e cresciuto ad Almada, raggiunse a 9 anni suo padre Lilla, in Francia, dove lavorava come muratore.

## Caratteristiche tecniche
Centrocampista polivalente, gioca principalmente da trequartista o da laterale sinistro.

## Carriera
Arrivato al Lens nel 2012, firma il suo primo contratto professionale il 10 gennaio 2019, mentre viene già considerato come uno dei migliori elementi delle giovanili del club, essendo capitano degli U19.
Ha fatto il suo debutto professionale in Ligue 1 e con il club giallorosso il 3 ottobre 2020, subentrando a Steven Fortès al 73º minuto della vittoria per 2-0 sul Saint-Étienne.

## Statistiche

### Presenze e reti nei club
Statistiche aggiornate al 3 febbraio 2024.
| Stagione        | Squadra         | Campionato      | Campionato | Campionato | Coppe nazionali | Coppe nazionali | Coppe nazionali | Coppe continentali | Coppe continentali | Coppe continentali | Altre coppe | Altre coppe | Altre coppe | Totale | Totale | Totale |
| Stagione        | Squadra         | Comp            | Pres       | Reti       | Comp            | Pres            | Reti            | Comp               | Pres               | Reti               | Comp        | Pres        | Reti        | Pres   | Reti   |        |
| --------------- | --------------- | --------------- | ---------- | ---------- | --------------- | --------------- | --------------- | ------------------ | ------------------ | ------------------ | ----------- | ----------- | ----------- | ------ | ------ | ------ |
| giu. 2020       | Lens            | L2              | 0          | 0          | CF+CdL          | -               | -               | -                  | -                  | -                  | -           | -           | -           | 0      | 0      |        |
| 2020-2021       | Lens            | L1              | 7          | 1          | CF              | 1               | 0               | -                  | -                  | -                  | -           | -           | -           | 8      | 1      |        |
| 2021-2022       | Lens            | L1              | 33         | 3          | CF              | 3               | 0               | -                  | -                  | -                  | -           | -           | -           | 36     | 3      |        |
| 2022-2023       | Lens            | L1              | 31         | 1          | CF              | 3               | 0               | -                  | -                  | -                  | -           | -           | -           | 34     | 1      |        |
| 2023-2024       | Lens            | L1              | 10         | 1          | CF              | 1               | 0               | UCL                | 3                  | 0                  | -           | -           | -           | 14     | 0      |        |
| Totale Lens     | Totale Lens     | Totale Lens     | 81         | 1          |                 | 8               | 0               |                    | 3                  | 0                  |             | -           | -           | 92     | 6      |        |
| Totale carriera | Totale carriera | Totale carriera | 81         | 1          |                 | 8               | 0               |                    | 3                  | 0                  |             | -           | -           | 92     | 6      |        |